# Larry Dunn
Lorenzo Russell Dunn (Denver, 19 giugno 1953) è un tastierista, produttore discografico e scrittore statunitense.
Noto per essere stato uno dei membri fondatori del gruppo musicale Earth, Wind & Fire, Dunn è stato inserito, in qualità di ex componente della band, nella Rock & Roll Hall of Fame, nella Songwriters Hall of Fame e nella Colorado Music Hall of Fame. Ha ricevuto l’ASCAP Rhythm & Soul Heritage Award, 7 Grammy Awards, 4 American Music Awards e un Grammy Lifetime Achievement Award. Dunn è co-autore del brano degli EWF "Shining Star", canzone entrata a far parte della Grammy Hall of Fame.
Come produttore discografico, è noto per aver lavorato con Lenny White, Caldera, Ramsey Lewis, Level 42, Twennynine, Ronnie Laws, Raphael Saadiq, The Emotions, Dee Dee Bridgewater e Brian Culbertson.

## Infanzia e formazione
Nato con il nome di Lorenzo Dunn da madre italiana e padre afroamericano, si appassiona alla musica fin da giovane e frequenta la East High School di Denver, Colorado.
All’età di 13 anni, inizia a esibirsi in gruppi musicali locali, e a 15 anni comincia a suonare regolarmente in un nightclub di proprietà del giocatore dei Denver Rockets Wayne Hightower. Nonostante fosse minorenne, a Dunn e ai suoi compagni di band, tra cui futuri collaboratori come Philip Bailey, fu concesso di esibirsi sette sere a settimana, interpretando brani di James Brown, Dionne Warwick, Santana, The Temptations e altri.
A 16 anni, Dunn co-fonda una band chiamata Friends & Lovers, che includeva Bailey, Andrew Woolfolk e altri musicisti. Il gruppo apre uno spettacolo per una delle prime formazioni degli Earth, Wind & Fire. Dopo l’uscita dei membri originari della band, Bailey contatta Maurice White per raccomandare Dunn, in seguito a un’esibizione alla Manual High School di Denver, durante la quale Dunn suona un lungo assolo con l’organo Hammond B3. Questo porta all’ingresso di Dunn negli Earth, Wind & Fire, di cui diventa uno dei membri originari della formazione classica.

## Carriera

### Earth, Wind & Fire
Nel 1972, mentre si trova a Los Angeles, entra a far parte di una nuova band fondata dal musicista di Chicago Maurice White, chiamata Earth, Wind & Fire. In qualità di tastierista, suona con il leggendario gruppo per undici anni, fino alla sua uscita nel 1983.
Nel 2013, Dunn partecipa come ospite all’album degli Earth, Wind & Fire "Now, Then & Forever".

### Produzione
Dunn produce il gruppo Caldera per il loro album Sky Islands del 1977, che raggiunge il numero 18 nella classifica Cashbox Top Jazz Albums. Nello stesso anno, co-produce l’album Tequila Mockingbird di Ramsey Lewis, che arriva alla posizione 6 della Billboard Top Jazz Albums. Produce nuovamente i Caldera nel 1978 con l’album Time and Chance. Sempre nel 1978, produce Lenny White con l’album Streamline, che raggiunge il numero 27 della classifica Billboard Top Jazz Albums.
Insieme a Lenny White, co-produce l’album del 1979 dei Twennynine, Best of Friends, che si piazza alla posizione 15 nella Billboard Top R&B Albums. I due tornano a collaborare nel 1980 per l’album Twennynine with Lenny White, che raggiunge la posizione 22 nella stessa classifica. Dunn produce ancora Ramsey Lewis con l’album Routes (1980), che si classifica al numero 7 tra gli album jazz di Billboard. Nel 1981, produce l’album Tender Togetherness di Stanley Turrentine, che raggiunge la posizione 13 nella classifica Billboard Jazz Albums. Nel 1983, co-produce insieme a Verdine White l’album Standing in the Light dei Level 42, che viene certificato disco d’oro nel Regno Unito dalla BPI.

### Collaborazioni e partecipazioni
Dunn suona come tastierista in numerosi album, tra cui Flowers (1976) delle The Emotions, Song Bird (1977) di Deniece Williams, Just Family (1977) di Dee Dee Bridgewater e Friends & Strangers (1977) di Ronnie Laws. Partecipa anche agli album Rejoice (1977) delle Emotions, Take It On Up (1978) dei Pockets, Time and Chance (1978) dei Caldera e The Adventures of Astral Pirates (1978) di Lenny White. In seguito, suona le tastiere su Flame (1978) di Ronnie Laws, Land of Passion (1979) di Hubert Laws e Bad for Me (1979) di Dee Dee Bridgewater.
Prosegue la collaborazione con Ronnie Laws negli album Every Generation (1980) e Solid Ground (1981), oltre che su Mr. Nice Guy (1983). Nello stesso anno, suona in Feel My Soul di Jennifer Holliday.
Successivamente, partecipa all’album Color of Success (1985) di Morris Day e a Mirror Town (1986) di Ronnie Laws. Compare anche su Keys to the City (1987) di Ramsey Lewis e True Spirit (1989) di Ronnie Laws. Dunn compone dei brani per gli album Identity (1991) e Deep Soul (1992) di Laws, e lavora come arrangiatore su Brotherhood (1995), sempre di Laws. Suona su Intimacy (1997) di Dean James e su Back to the Real (1999) dei Reel Tight. Partecipa anche a Dream a Little (2000) e Everlasting (2004) di Ronnie Laws.
Nel 2008 suona su Bringing Back The Funk di Brian Culbertson, su Stone Rollin’ (2010) di Raphael Saadiq e su Another Long Night Out (2014), ancora di Culbertson.

## Discografia

### Album
- 1992 – Larry Dunn Orchestra: Lover's Silhouette (pubblicazione originale negli Stati Uniti)
- 1996 - Larry Dunn Orchestra: Lover's Silhouette (pubblicazione europea)

## Riconoscimenti
- Grammy Awards[21]
  - 1976 - Miglior interpretazione vocale R&B di un duo, gruppo o coro
  - 1977 - Candidatura alla Miglior interpretazione vocale R&B di un duo, gruppo o coro
  - 1977 - Candidatura al Miglior arrangiamento per voci
  - 1979 - Miglior interpretazione vocale R&B di un duo, gruppo o coro
  - 1979 - Miglior interpretazione strumentale R&B
  - 1979 - Miglior gruppo vocale pop
  - 1980 - Miglior interpretazione vocale R&B di un duo, gruppo o coro
  - 1980 - Miglior interpretazione strumentale R&B
  - 1980 - Candidatura alla Miglior registrazione Disco
  - 1980 - Candidatura alla Registrazione dell’anno
  - 1982 - Candidatura alla Miglior interpretazione vocale R&B di un duo, gruppo o coro
  - 1983 - Miglior interpretazione vocale R&B di un duo, gruppo o coro
  - 1984 - Candidatura alla Miglior interpretazione vocale R&B di un duo, gruppo o coro